# Ніч у Роксбері
Ніч у Роксбері (англ. A Night at the Roxbury) — комедія Джона Фортенберрі, знята за мотивами скетчів з передачі «Saturday Night Live».
В цих скетчах Вілл Ферелл та Кріс Кеттен грають двох братів, які в костюмах із віскози їздять нічними клубами, пробуючи кадрити дівчат. Їхня «фішка» — махати головою в ритм пісні «What is Love» гурту Haddaway, яка грає протягом кожного скетчу. Часто до двох братів приєднується третій «брат», який веде себе так само. Його роль грає запрошена знаменитість. Ними були Том Генкс, Мартін Шорт, Джим Керрі, Алек Болдвін та Сильвестр Сталлоне. Найвідомішим став скетч за участі Керрі.

## Сюжет
Два брати-мажори — Даг та Стів — «гламурні хлопці» тих часів (80-х та 90-х років). Вони носять елегантні яскраві костюми, а на шиях — золоті та срібні ланцюги. Вони люблять музику і, чуючи її, не можуть не танцювати. Вони прямують в Роксбері — найдорожчий і недоступний для них клуб.

## В ролях
- Вілл Ферелл — Стів Бутабі
- Кріс Кеттен — Даг Бутабі
- Ден Хедайя — Кемел Бутабі
- Лоні Андерсон — Барбара Бутабі
- Моллі Шеннон — Емілі Сандерсон
- Дженніфер Кулідж — сексуальна полісменка
- Майкл Кларк Дункан — викидайло в клубі Роксбері
- Річард Греко — в ролі самого себе
- Чезз Пальмінтері — Бенні Задір
- Єва Мендес — подруга нареченої

## Цікаві факти
- Декілька сцен фільму зняла Емі Хекерлінг, режисер таких картин як «Подивись, хто говорить» та «Безтолкові»[2].

## Саундтрек
| №. | Назва                                         | Композитор/артист      | Тривалість композиції |
| -- | --------------------------------------------- | ---------------------- | --------------------- |
| 1  | «What Is Love» (7" mix)                       | Haddaway               | 3:53                  |
| 2  | «Bamboogie»                                   | Bamboo                 | 3:15                  |
| 3  | «Make That Money» (Roxbury remix)             | Robi Robs Club World   | 3:51                  |
| 4  | «Disco Inferno»                               | Cyndi Lauper           | 3:18                  |
| 5  | «Da Ya Think Im Sexy»                         | N-Trance & Rod Stewart | 3:25                  |
| 6  | «Pop Muzik»                                   | 3rd Party              | 3:05                  |
| 7  | «Insomnia» (Monster mix)                      | Faithless              | 6:45                  |
| 8  | «Be My Lover» (Club mix)                      | La Bouche              | 5:35                  |
| 9  | «This Is Your Night»                          | Amber                  | 3:52                  |
| 10 | «Beautiful Life»                              | Ace of Base            | 3:11                  |
| 11 | «Where Do You Go» (Ocean Drive mix)           | No Mercy               | 7:21                  |
| 12 | «A Little Bit of Ecstacy»                     | Jocely Enriquez        | 3:59                  |
| 13 | «Careless Whisper» (Original mix)             | Tamia                  | 5:27                  |
| 14 | «What Is Love» (Refreshmento Extro Radio mix) | Haddaway               | 3:43                  |

У фільмі також звучать композиції «Stayin' Alive» — Bee Gees та «Everybody Hurts» — R.E.M.

## Відгуки
Фільм отримав в основному негативні відгуки кінокритиків. На Rotten Tomatoes позитивними виявились 11 % рецензій. На Metacritic фільм отримав 26 балів зі 100 на основі 14 оглядів. Роджер Еберт оцінив картину в 1 зірку з 4-ьох.

## Пародії та відписки
У фільмі є пародії на фільми «Випускник», «Лихоманка суботнього вечора», «Скажи що-небудь», «Безтолкові», «Джеррі Магуайер», а також відписки до фільмів «Могутні каченята», «Клуб «Сніданок»», «Маска», «Ейс Вентура: Розшук домашніх тварин» та серіалів «Джамп стріт, 21», «Ті Джей Хукер», «Сутінкова зона».